# 善鬼
善鬼（ぜんき、生没年不詳 ）は、戦国時代から安土桃山時代にかけての剣豪。一刀流の剣豪・伊東（伊藤）一刀斎の門弟。

## 概略
剣豪・伊東一刀斎の門弟。流儀の継承をかけて同門の御子神典膳（小野忠明）と決闘を行った末に敗れて落命したことで知られる。その経歴や決闘にいたる経緯は逸話によって異論が多く、同時代の史料も現存しないことから、実在の有無も含めて不明な部分が多い。一刀斎に弟子入りする以前については、山田次朗吉が『日本剣道史』(1960年)で淀の船頭という説を採用して以来これに準じる場合が多いが、その引用元と考えられる『耳嚢』では船頭と呼ばれるのみで善鬼という名は登場せず、写本によっては異なった名前を持つものもある。後世の史料や物語などでは「小野善鬼」と呼ばれる事もあるが、古い史料では確認できず、綿谷雪は『日本武芸小伝』(1964年)で小野姓は作り話で確証はないとする。その他善鬼が姓で大峰山山中にある前鬼という村の出身という説や前身は山伏であったという説もある。

## 善鬼に言及した史料の内容

### 本朝武芸小伝 (正徳4年(1714年))の記述
（典膳が一刀斎に弟子入りして共に廻国修行にでたときに）一刀斎には長年従っていた善鬼という弟子がいた。善鬼の剣は精妙を得たが、一刀斎は常々善鬼を殺したいと考えていた。ある時一刀斎は典膳を呼んで「善鬼を殺せ。ただし今のお前の技では奴に及ばないので、この太刀を教えよう」と言って内々に秘術夢想剣を伝授した。一行が下総国小金原近辺を通りかかった際に、一刀斎は典膳と善鬼にむかって「自分は少年の頃からこの道（剣術）を志し、諸国を廻ったが自分に勝る者は殆どいなかった。今自分の望みは達成されたので、あとはこの瓶割刀を（後継者の証として）お前達に託そうと思う。しかしお前達二人に対して刀は一本しかない。よって二人の優劣をこの広野で競え。勝った者に瓶割刀を授ける。」と言った。善鬼と典膳は大いに喜んで刀を抜き、勝負が決して典膳が善鬼を斬殺した。一刀斎は生き残った典膳に瓶割刀を授けて別れを告げ、以後の消息は不明という。相馬郡には今も善鬼の塚が残り、世人はこれを善鬼松と呼んでいる。

### 雑話筆記(享保15年(1730年)) の記述
一刀斎の剣術の奥義を修めた者は神子神典膳と善鬼という山伏の二人であった。ある時一刀斎は両者に真剣による勝負を命じ、勝った者に唯受一人の奥義を授けると言った。善鬼と典膳は濃州桔梗ヶ原に出て、互いに一刀斎から伝授された秘術を尽くして火花を散らして戦った。やがて善鬼は息が切れ、側にあった大きな瓶の陰で息をつこうとしたが、典膳が瓶ごしに振り下ろした太刀を受け、瓶ごと真っ二つになり絶命した。それ以来典膳は一刀斎の唯授一人の奥義を伝授され代々その技を伝えた。善鬼を斬った備前一文字の太刀は瓶割刀と名付けられ、今も小野次郎衛門忠一の家にあるという。

### 撃剣叢談(寛政2年(1790年)) の記述
御子神典膳は一刀斎の随一の門弟であるが、同じく一刀斎の門弟に善鬼というものがいた。善鬼は典膳さえいなければ自分に敵う者はいないと思っていたため常に両者は険悪であったというが、一説には善鬼は典膳以上の高弟で一刀斎の唯授一人の秘太刀を先に伝えられていたといい、また他の説では互いに先に秘太刀を得たいと願っていたために不和であったともいう。終には小金原において両者は決闘を行い、敵わないと見た善鬼はいったん逃走したが追い詰められ、側にあった大きな瓶で典膳に打ちかかった。典膳はすかさず善鬼の頭を瓶ごと斬りつけ、善鬼は典膳の手の下で絶命した。勝った典膳はこの刀を瓶割と名付け、それ以降小野家代々の家宝とされた。　

### 耳嚢(文化11年(1814年)) の記述
一刀斎が諸国を修行していた折に、淀の夜船で大阪に下ることがあった。その船の船頭は怪力を誇り、一刀斎が木刀を携えているのを見て「剣術は人に勝つための道理だが我が力の前にはどんな達人も敵うまい」と言い立ち合いを申し込んだ。一刀斎は船頭が強剛であることを感じ取って勝負を受けるか考えたが「剣術修行に出た以上、たとえ命が果てようとも勝負から逃げるのは本意ではない」と思い、両者陸に上がって勝負することになった。船頭は船の櫂を片手で操り一刀斎の頭上に打ち下ろしたが、一刀斎は身を開いてこれ避け、振り下ろされた櫂はあまりの力で地面にめり込んだ。船頭が引き抜こうとした櫂を一刀斎は木刀で打ち落とし、船頭の両手を抑え込んだので船頭は負けを認めて弟子入りし、以後一刀斎に随行することとなった。
船頭は元々力量が優れていたこともあり、訪れた国々で一刀斎に挑む者の殆どの相手を務めて全て降し、敗れたものの中にはそのまま一刀斎の門下になる者も多かった。しかし船頭は元来下賤のものであった上に心根も曲がっており、淀で一刀斎に負かされたことを遺恨に思い一刀斎を殺したいと願うようになった。立ち合いでは一刀斎に勝てないので、夜中に寝静まったところを付け狙うことが数度におよんだが、一刀斎には隙が無く空しく供を続けて江戸まで来た。
江戸では徳川将軍家から一刀斎を召し抱えたいとの申し出があったが、一刀斎は諸国修行を理由に断って（船頭の弟弟子である）御子神典膳を推挙した。船頭は最初から一刀斎に従って共に流派を広めてきた自分を差し置いて末弟の典膳が推挙されたことを大いに恨み、一刀斎に対してこのまま生きていてもしょうがないので典膳と真剣で勝負を行って生死を決したいと訴えでた。一刀斎が答えて「確かに其の方は最初から従ってくれたが、これまで度々私を付け狙ってきたことには覚えがあるであろう。今まで生かしてきたのは特別の恩徳によるものである。しかし典膳と生死を争いたいという望みは叶えてやろう」と述べ、典膳を呼んで仔細を伝えて勝負するように命じた。そして事前に典膳に秘伝の太刀を伝授したので、立ち合いの結果船頭は敗れ、一刀のもとで露と消えた。